# Długie (jezioro)
Długie – jezioro w woj. zachodniopomorskim, w powiecie wałeckim, gminie wiejskiej Wałcz, leżące na terenie Równiny Wałeckiej.

## Dane morfometryczne
Powierzchnia zwierciadła wody według różnych źródeł wynosi od 6,1 ha do 6,87 ha (lustra wody i ogólna).
Zwierciadło wody położone jest na wysokości 91,4 m n.p.m.

## Hydronimia
Dane z państwowego rejestru nazw geograficznych podają urzędową nazwę tego jeziora – Długie jednocześnie podając nazwę oboczną oboczne tego jeziora Jezioro Długie.